# 楊謹華
楊謹華（英語：Cheryl Yang，1977年12月12日—）是臺灣女演員、模特兒。2006年，她以於《白色巨塔》入圍於第42屆金鐘獎戲劇節目女配角獎獎項。2009年，她以偶像劇《敗犬女王》廣受關注，入圍第44屆金鐘獎戲劇節目女主角獎。後來，她又演出《女王的誕生》（2014年）、《一把青》（2016年）、《鏡子森林》（2020年）及《華燈初上》（2022年），前後五度入圍金鐘獎戲劇節目女主角獎，2024年以電視劇《不良執念清除師》獲得第59屆金鐘獎戲劇節目女配角獎。

## 背景
楊謹華畢業於臺北市大安區大安國民小學、臺北市立和平國中以及臺北私立育達高職國際貿易科。
楊謹華10岁时，因父親外遇，父母离异，她与弟弟楊智堯归给父亲。妈妈为照顾她与弟弟搬回家住，时常遭遇家暴。1998年，妈妈带着子女离家，与父亲决裂。2014年，楊謹華受洗成為基督徒，也因此決定重新联系父亲，与之和解。
楊謹華弟弟楊智堯為前竹聯幫戰堂組長，因2004年率眾打死士林角頭洪新發，潛逃中国大陸近8年，2012年在珠海被捕，遣返台灣，2014年依傷害致死罪判刑13年。楊謹華回應：“有沒有做什么，弟弟自己心裡最清楚，我很愛他，會支持他、等待他（出獄）。”2023年，楊智堯出獄。

## 演藝生涯
1992年，楊謹華15歲時開始邊唸書邊接拍廣告，曾經和劉德華合作〈冰雨〉的一系列MV，並以曼黛瑪璉內衣廣告受到關注；18歲時和一群女生組成女子團體，但當時少有演出機會，而後公司也倒閉，後轉型演員。2002年，在《我的秘密花園》與林依晨飾演同窗好友。2003年4月，參演《熟女慾望日記》亦有所表現。
2006年，她參與演出由蔡岳勳執導的《白色巨塔》裡的記者一角，入圍金鐘獎最佳女配角獎，同年客串參演生平第一部喜劇《八星報喜》，初試喜劇身手。為了充實自我，楊在該年遠赴紐約電影學院（New York Film Academy）修習表演課一個月，回台後接演喜劇片《戀愛女王》，出演一名事業有成，但個性有點神經質的失婚女強人。她於同年再接演鄧安寧執導的《天使情人》裡的單元《愛上大明星》，飾演一名當紅女藝人。
2007年3月，演出民視戲劇《面具》，由鄧安寧執導，飾演充滿著神祕氣息，眼神總是透著淡淡哀傷的角色。2008年，楊參演電影《一八九五》，此片斥資新台幣6000萬元預算拍攝，為台灣首部以台灣客家語為主要語言的電影。電影改編自知名作家李喬作品《情歸大地》，描述1895年乙未戰爭中客家村莊所發生的故事。楊謹華飾演的角色名為黃賢妹，出身苗栗頭份望族，習武讀書，個性好強。非客家籍的楊謹華，為了演出此角色，苦練客家語。
2009年，楊謹華在偶像劇《敗犬女王》中與飾演男主角的阮經天搭檔合作，該劇為楊的代表作之一。2010年起，她進軍中國大陸，首先主演大陸版的《愛上女主播》，挑戰當年金素妍飾演的反派角色，男主角是韓星張赫。同年6月，電視劇《鍾無艷》播出，楊再與男主角明道合作。2011年6月，楊謹華於中國大陸接演《幸福三顆星》（中視)、安徽衛視），和藍正龍搭檔演出 ，該劇集結李易峰、吳建飛、穎兒等藝人；同年10月22日，她因《敗犬女王》中的演出形象獲好評，獲「華娛衛視亞洲十大紅人」獎。
2015年，楊謹華接演時代劇《一把青》，以劇中人稱「師娘」、名為「秦芊儀」的角色於2016年奪下新加坡亞洲電視大獎「最佳女主角獎」，並入圍第51屆金鐘獎戲劇節目女主角獎。2017年，她以滾石愛情故事的《新不了情》首次入圍迷你劇集女主角獎；2020年，楊再以《鏡子森林》第四度入圍金鐘獎戲劇節目女主角獎。
2021年底，楊謹華在以1980年代末台北條通日式酒店為背景的懸疑劇集華燈初上中飾演媽媽桑「蘇慶儀」一角，演技大獲好評，並第五度入圍金鐘獎戲劇節目女主角獎。
2024年，杨谨华出演 Netflix 戲劇《影后》，飾演女主角之一的「周凡」。並於同年，參加中國大陸實境選秀節目《乘風2024》。

## 個人生活
2001年，杨谨华因拍攝剧集《贫穷贵公子》分別和周渝民、朱孝天傳出緋聞。她承認曾與朱孝天交往4個月。
2009年拍《敗犬女王》時，與小她5歲的懷秋交往，交往一年多分手。2012-2015年，和攝影師柯朝璋交往。2018年12月18日，楊和交往2年的美籍台裔石油商人Ben登記結婚。
楊謹華曾和蕭亞軒有16年閨密情，但2017年分道揚鑣。

## 音樂作品

### 合唱
- 天使的翅膀由許瑋倫的弟弟許志瑋與好友楊丞琳、賀軍翔、鄭元暢、林依晨、王心凌、黃嘉千、霍建華、陳宇凡、林韋君、施易男、范逸臣、楊謹華、品冠、黃鴻升、Ben等人合唱 ，並且由黃韻玲特別譜寫的歌曲。
- 「讓每天都是聖誕節」，與台灣世界展望會合作的聖誕公益單曲，由蕭亞軒自掏腰包300萬製作，並且與其他12組藝人合唱。收錄於「Forever X'mas 夢想禮盒」，2010年12月24日金牌大風發行。

### 演唱會嘉賓
- 蕭亞軒 「2010軒尼詩炫音之樂E!VA蕭亞軒WOW世界巡迴演唱會」嘉賓— (臺北小巨蛋)

### 原聲帶
- 2004年 《我的秘密花園2》電視原聲帶
  - 收錄：〈Cha Cha〉（林依晨、楊謹華、梁又琳、林立雯、張天霖、李岳）
- 2021年 《華燈初上》
  - 收錄：〈當年情〉（楊謹華、張軒睿）

## 演出作品

### 電視劇/網路劇
| 年份   | 頻道       | 劇名                              | 角色            | 備註     |
| 1998年 | 民視       | 《舉頭三尺有神明》第三單元-血蓮花 |                 | 第12集   |
| 2001年 | 華視       | 《貧窮貴公子》                    | 有美            |          |
| 2002年 | 東風       | 《音樂愛情故事：張清芳》          |                 |          |
| 2002年 | 中視       | 《來我家吧》                      | 姚純美(小美)    | 客串     |
| 2002年 | 華視       | 《聖夏零度C》                     | 惠君            |          |
| 2002年 | 東風       | 《音樂愛情故事：劉若英》          |                 |          |
| 2002年 | 中視       | 《我的秘密花園》                  | 成恩恩          |          |
| 2003年 |            | 《幸福方程式》                    |                 |          |
| 2003年 | 中視       | 《熟女慾望日記》                  | 阿潘            |          |
| 2003年 | 台視       | 《心動列車─喔！對面的》           | Cindy           |          |
| 2004年 | 三立都會台 | 《雪天使》                        | Elaine梁        |          |
| 2004年 | 中視       | 《我的秘密花園2》                 | 成恩恩          |          |
| 2004年 | 華視       | 《我不在乎你》                    | 宛秋            |          |
| 2004年 | 中視       | 《男丁格爾》                      | 跳樓女子        |          |
| 2005年 | 中視       | 《白色巨塔》                      | 馬懿芬          |          |
| 2005年 | TVBS歡樂台 | 《八星報喜》                      | 凱瑟琳          |          |
| 2006年 | 華視       | 《戀愛女王》                      | 張景涵          | 女主角   |
| 2006年 | 衛視中文台 | 《天使情人》                      | Vivian          |          |
| 2007年 | 民視       | 《面具》                          | 蘇美幸          | 女主角   |
| 2008年 | 中視       | 《牽牛花開的日子》                | 榮蓮蓮          | 女主角   |
| 2008年 | 三立都會台 | 《敗犬女王》                      | 單無雙          | 女主角   |
| 2010年 | 浙江衛視   | 《愛上女主播》                    | 夏正男          |          |
| 2010年 | 三立都會台 | 《鍾無艷》                        | 鍾無艷          | 女主角   |
| 2011年 | 安徽衛視   | 《幸福三顆星》                    | 辛朵朵          | 女主角   |
| 2012年 | 八大       | 《原來愛.就是甜蜜》               | 田如蜜          | 女主角   |
| 2013年 | 三立都會台 | 《大紅帽與小野狼》                | 吳長鎂          | 女主角   |
| 2013年 | 中視       | 《女王的誕生》                    | 唐美寶          | 女主角   |
| 2014年 | 三立都會台 | 《媽咪的男朋友》                  | 厲曉玫          | 女主角   |
| 2015年 | 公視       | 《愛情的盡頭》                    | 丁薇薇          | 女主角   |
| 2015年 | 公視       | 《一把青》                        | 秦芊儀(師娘)    | 女主角   |
| 2016年 | 公視       | 《滾石愛情故事-新不了情》         | 蔡秀敏（阿敏）  | 女主角   |
| 2017年 | TVBS歡樂台 | 《酸甜之味》                      | 楊謹華          | 客串     |
| 2017年 | 台視       | 《閱讀時光2-生活是甜蜜》          | 徐錦文          | 女主角   |
| 2017年 | 北京衛視   | 《深夜食堂》                      | 伊佛            |          |
| 2017年 | 八大綜合台 | 《我的男孩》                      | 柯美雙          | 特別演出 |
| 2018年 | 寧波電視台 | 《我的台北前妻》                  | 林如意          | 女主角   |
| 2019年 | 八大戲劇台 | 《我是顧家男》                    | 徐雙雙          | 女主角   |
| 2019年 | 民視       | 《鏡子森林》                      | 高明            | 女主角   |
| 2020年 | 衛視中文台 | 《愛的廣義相對論－明晚空中見》    | 蔡宜君          | 特別演出 |
| 2021年 | Netflix    | 《華燈初上》                      | 蘇慶儀/蘇（Sue) | 主演     |
| 2022年 | Disney+    | 《台北女子圖鑑》                  | 張敏敏          | 特別演出 |
| 2023年 | 優酷       | 《凌云志》                        | 惡蛟王          | 女配角   |
| 2023年 | 愛奇藝     | 《不良執念清除師》                | 葉寶生          | 特別演出 |
| 2024年 | 愛奇藝     | 《唐人街探案2》                   | 阿信            | 主演     |
| 2024年 | 八大戲劇台 | 《今夜一起為愛鼓掌》              | 張佳晨          | 女主角   |
| 2024年 | Netflix    | 《影后》                          | 周凡            | 女主角   |
| 待播   |            | 《看看你有多愛我》                |                 | 女主角   |
| 待播   | 優酷       | 《隱娘》                          | 凝碧夫人        | 特別演出 |
| 待播   |            | 《消失的裂痕》                    |                 | 女主角   |

### 電影
| 年份   | 時間 | 名稱                         | 角色           | 備註               |
| 1999年 | 06月 | 《天公金》                   | 小羅妻         | 2001年2月17日上映  |
| 2002年 | 04月 | 《愛情靈藥》                 | 有倉雪         | 2002年4月12日上映  |
| 2002年 | 11月 | 《台北晚九朝五》             | EVA            | 2002年11月9日上映  |
| 2004年 | 04月 | 《終極西門》                 | GUCCI          | 2004年10月29日上映 |
| 2007年 | 11月 | 《奇妙的旅程》               | 齊麗           | 2007年11月30日上映 |
| 2008年 | 01月 | 《一八九五》                 | 黃賢妹         | 2008年11月7日上映  |
| 2013年 | 07月 | 《瑪德2號》                  | 芳芳           | 2013年8月9日上映   |
| 2014年 | 02月 | 《活路：妒忌私家偵探社》     | 杜紀苓         | 2014年10月17日上映 |
| 2017年 | 02月 | 《痴情男子漢》               | 陳二坎母親     | 2017年8月18日上映  |
| 2018年 | 月   | 《奇幻民宿》                 | 民宿老闆娘     |                    |
| 2020年 | 08月 | 《可不可以，你也剛好喜歡我》 | 史東主任       | 2020年8月21日上映  |
| 2022年 | 07月 | 《民雄鬼屋》                 | 何聖心／何德心 | 2022年7月29日上映  |
| 2024年 | 11月 | 《餘燼》                     | 上官夫人       | 2024年11月15日上映 |

### 微電影
| 年份   | 時間 | 名稱           | 角色     | 備註           |
| 2012年 | 01月 | 《一百分的吻》 | 小華     | 2012年1月播出  |
| 2016年 | 11月 | 《星夜微光》   | 馨儀     | 2016年11月播出 |
| 2016年 | 09月 | 《從心愛自己》 | Gill經理 | 2016年9月播出  |
| 2017年 | 07月 | 《不只夢一場》 | 培培     | 2017年7月播出  |

### 音樂錄影帶
- 陳雷補空夢
- 李碧華-恍然明白-1991年4月
- 李玟-It's a Party (Coco's Party)-1996年11月
- 劉德華 - 孤星淚
- 劉德華 - 冰雨
- 劉德華 - 偷回憶的人
- 劉德華 - 男孩女孩
- 彭佳慧 - 回味
- 汪佩蓉 - 放手
- 張信哲 - 從開始到現在
- 蕭亞軒 - 開始飛吧
- 順子 - 我心動了、 And The Music There...
- 周杰倫 - 爸 我回來了
- 鄭中基、陳慧琳 - 製造浪漫（僅在新的版本）
- 《我的秘密花園II》電視原聲帶 - Cha Cha
- 《終極西門》電影原聲帶 - 終極西門 West Town Girls
- 蕭亞軒 - 兩個人的寂寞
- 阿杜 - 差一點
- 梁靜茹 - 找個人（敗犬女王片段）
- 陶喆 - 暗戀
- 陶喆- 你的歌
- 陶喆- 火鳥功
- 陶喆- 關於陶喆
- 黃曉明 - 暮趴
- A-Lin -我們會更好的
- 李育群-舊厝的瓦斯爐
- 王心凌-感情用事
- 陳嘉樺-別再留下

### 舞台劇
- 楊德昌 《莎士比亞》實驗劇
- 王尔德 《不可兒戲》，導演：楊世彭，2012年5月24~27日，臺北國家戲劇院
- 表演工作坊《新龍門客棧》

## 節目作品

### 電視節目
| 年份 | 頻道                  | 節目名稱           | 角色         | 備註 |
| 2023 | TVBS歡樂台 、台視主頻 | 《光露營就很忙了》 | 實境節目     |      |
| 2023 | TVBS歡樂台 、台視主頻 | 《光開門就很忙了》 | 實境節目     |      |
| 2024 | 芒果TV                | 《乘風2024》       | 實境選秀節目 |      |

## 出版作品
- 《聖夏零度C》 (2002年)
- 《我的祕密花園》   上 (2002年2月)
- 《我的祕密花園》  下 (2002年2月)
- 《熟女慾望日記》 電視小說 (2003年9月)
- 《熟女慾望日記》：都會時尚升級版 (2003年11月)
- 《終極西門》電影寫真書 (2004年)
- 《血鼻濕》 浪漫奇蹟 (2003年3月)
- 《血鼻濕》電視小說 (2003年4月)
- 《白色巨塔》寫真集 (2006年8月)
- 《一八九五》寫真集 (2008年11月30日)
- 《敗犬女王》電視小說 (2009年1月)
- 《敗犬女王》番外篇漫畫上下集 (2009年3月)
- 《敗犬女王》特搜記事 (2009年3月)
- 《鍾無艷》原創小說 (2010年8月)
- 《鍾無艷》超完美愛戀傳說 (2010年11月)
- 《愛上女主播》小說(2010年9月)
- 《愛上女主播》寫真(2010年9月)
- 《幸福三顆星》愛的美味秘方(2012年1月)
- 《幸福三顆星》創作小說(2010年9月)
- 《狗公主》原創小說(2012年7月)
- 《狗公主》寫真紀實(2012年7月)
- 《活路：妒忌私家偵探社》DVD  (Live@Love) (2015年2月13日)
- 《公視人生劇展: 愛情的盡頭》   ( 2015年10月16日)
- 《壹週刊》- 楊謹華　失語症    ( 2015年12月16日）
- 《一把青》劇本書 ( 2016年9月8日)預購
- 《一把青》劇本書 ( 2016年9月22日)發行

## 獎項紀錄
| 年份   | 頒獎典禮              | 獎項                       | 影片                       | 角色   | 結果 |
| ------ | --------------------- | -------------------------- | -------------------------- | ------ | ---- |
| 2007年 | 第42屆金鐘獎          | 戲劇節目女配角獎           | 《白色巨塔》               | 馬懿芬 | 提名 |
| 2009年 | 第44屆金鐘獎          | 戲劇節目女主角獎           | 《敗犬女王》               | 單無雙 | 提名 |
| 2014年 | 第49屆金鐘獎          | 戲劇節目女主角獎           | 《女王的誕生》             | 唐美寶 | 提名 |
| 2014年 | 第3屆華劇大賞         | 最佳女演員                 | 《媽咪的男朋友》           | 厲曉玫 | 提名 |
| 2016年 | 第51屆金鐘獎          | 戲劇節目女主角獎           | 《一把青》                 | 秦芊儀 | 提名 |
| 2016年 | 第21屆亞洲電視大獎    | 最佳女主角                 | 《一把青》                 | 秦芊儀 | 獲獎 |
| 2017年 | 第52屆金鐘獎          | 迷你劇集／電視電影女主角獎 | 滾石愛情故事－《新不了情》 | 蔡秀敏 | 提名 |
| 2020年 | 第55屆金鐘獎          | 戲劇節目女主角獎           | 《鏡子森林》               | 高明   | 提名 |
| 2020年 | 第25屆亞洲電視大獎    | 最佳女主角                 | 《鏡子森林》               | 高明   | 提名 |
| 2022年 | 第57屆金鐘獎          | 戲劇節目女主角獎           | 《華燈初上》               | 蘇慶儀 | 提名 |
| 2022年 | 第5屆亞洲影藝創意大獎 | 最佳女主角獎               | 《華燈初上》               | 蘇慶儀 | 提名 |
| 2024年 | 第59屆金鐘獎          | 戲劇節目女配角獎           | 《不良執念清除師》         | 葉寶生 | 獲獎 |

## 外部連結
- 楊謹華 Cheryl的Facebook專頁
- 楊謹華的Instagram帳戶
- 楊謹華的遊樂場的新浪微博
- 楊謹華在香港影庫上的簡介
- 楊謹華在豆瓣上的资料（简体中文）
- 楊謹華在时光网上的簡介（简体中文）
- 在AllMovie上楊謹華的頁面（英文）
- 楊謹華在台灣電影網上的資料（繁體中文）